# Carino (patrício)
Carino (em latim: Carinus) foi um oficial bizantino do século VI conhecido por seu selo. No observo há um busto sem barba e sobre ele a inscrição ΚΑΡΙΝ/ΟΥ (Carino), enquanto no reverso há um busto similar e sobre ele a inscrição [Π]ΑΤΡΙΚ/[Ι]ΟΥ (patrício).